# Craig Buck
Craig Werner Buck, född 24 augusti 1958 i Los Angeles, är en amerikansk före detta volleybollspelare.
Buck blev olympisk guldmedaljör i volleyboll vid sommarspelen 1984 i Los Angeles.